# Dominic Dugasse
Dominic Dugasse (* 19. dubna 1985 Victoria, Seychely) je seychelský zápasník–judista. Na mezinárodní scéně se objevil v roce 2011. Pravidelně soutěží na africkém mistrovství a světových pohárech. V roce 2012 a v roce 2016 dosáhl na africkou kontinentální kvótu a probojoval se na Letní olympijské hry v Londýně a Letní olympijské hry v Riu de Janeiru, kde v obou případech vypadl v prvním kole. Jeho největším úspěchem je páté místo na afrických hrách v roce 2015 a vítězství ve světovém poháru při jeho premiéře v roce 2013 v mauricijském Port Louis za účasti místních zápasníků.